# Rosa de Castilla
María Victoria Ledesma Cuevas (, Encarnacion de Diaz,  de mayo de 1932-Ciudad de México, 1 de agosto de 2022), conocida como Rosa de Castilla, fue una actriz y cantante mexicana. Como intérprete se desempeñó en varios géneros, pero sobresalió por sus interpretaciones de canciones rancheras. 
Entre sus trabajos actorales más destacados se incluyen películas como, Los tres alegres compadres (1952), Rumba caliente (1952), Tal para cual (1953), El mariachi desconocido (1953), Sandunga para tres (1954), Las nenas del siete (1955), Tierra de hombres (1956), ¡Aquí están los Aguilares! (1957), Yo... el aventurero (1959), Dos corazones y un cielo (1959), ¡Mis abuelitas... no más! (1961), Los forajidos (1962), Héroe a la fuerza (1964), Pistoleros del Oeste (1965), y Campeones del ring (1972).

## Biografía y carrera

### Primeros años e inicios
María Victoria Ledesma Cuevas nació el 30 de mayo de 1932 en Guadalajara, Jalisco, siendo hija de Salvador Ledesma Márquez y María de la Luz Cuevas Cuéllar. Tuvo ocho hermanos, de los cuales sobrevivieron cuatro: Luis, Javier, Liduvina y María Victoria. Su infancia transcurrió en Cañada Honda, Aguascalientes, y después, sus padres la llevaron a ella y a sus hermanos a la ciudad de Aguascalientes. Allí, inició su carrera musical a los 14 años de edad, presentándose en el centro nocturno «Río Rosa».

### Incursión musical
Pasó poco tiempo y decidió probar suerte en Ciudad de México, donde hizo su debut radiófonico en la estación XEX, «La Voz de México». En su libro Mis memorias a casi un siglo de la radio en México, el locutor Gonzalo Castellot escribió:

De ahí [la XEX] nació Rosa de Castilla. La niña llegó acompañada por su madre para, desde el primer momento, sorprender al anunciador encargado de la prueba. Éste invitó a Sordo Noriega [el locutor Alonso Sordo Noriega] a escucharla: «Venga a escuchar a una muchacha que canta lo ranchero con dulzura, sin los desgarres a los que Lucha Reyes acostumbró a las intérpretes de este género».

En la ciudad también fue contratada para actuar por un mes en el entonces muy popular centro nocturno Waikikí, con tanto éxito que alargó su temporada por dos años más. Estando con su temporada en el Waikikí, el productor Raúl de Anda «El Charro Negro» la invitó a participar como actriz en las películas El lobo solitario, La justicia del lobo y Vuelve el lobo, filmadas en 1951 con Dagoberto Rodríguez y Flor Silvestre en los papeles estelares. Poco después, la casa productora Mier y Brooks la contrató en exclusiva por cinco años. El nombre artístico Rosa de Castilla surgió debido a que en ese tiempo estaba en su momento cumbre otra cantante mexicana que se hacía llamar María Victoria, por lo que el delegado jurídico de la ANDA sugirió a la actriz que no usara su nombre verdadero sino que escogiera otro nombre.
Grabó sus primeros discos a principios de los cincuenta. Inició con el sello Columbia, grabando algunos discos sencillos de 78 revoluciones por minuto con temas como «No volveré», «El besito», «Piedra con coyol», «Adiós, canoa», «Aborréceme si quieres» y «¿Qué será?». Estas grabaciones son sus primeros éxitos; Okeh, sello subsidiario de Columbia, incluyó el tema «Adiós, canoa» en el álbum recopilatorio Doce estrellas de la canción. Sin embargo, no duró mucho tiempo con Columbia, pues firmó un contrato de exclusividad con Discos Musart, donde grabó su primer disco de larga duración en 1952.

### Incursión actoral
En poco tiempo Rosa de Castilla también logró reconocimiento como actriz, ya que su actuación en la película Tal para cual (1953) le valió una nominación al Premio Ariel a la Mejor Actriz de Reparto en 1954. 

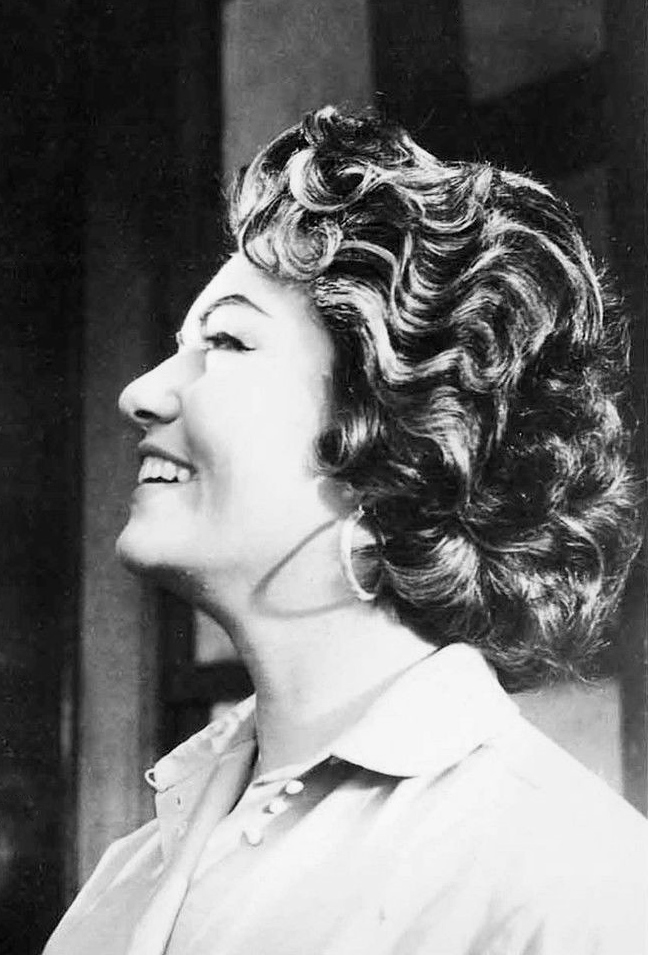
En foto publicitaria para Bala de Plata en el pueblo maldito (1960).

En 1956, el sello estadounidense Capitol Records editó un disco especial titulado The Sounds of Old Mexico (Los sonidos del México viejo) en el que reunió los éxitos del momento de grandes artistas exclusivos de Musart; este disco incluye tres éxitos de Rosa de Castilla: «Maldito abismo», «Ayes de amor en el río» y «Paloma patitas blancas». En la contraportada se lee:

Rosa de Castilla no sólo es una belleza extraordinaria, es una de las más finas cantantes y actrices de México, con siete películas en su haber. Jalisco es indudablemente el estado mexicano que ha contribuido, más que cualquier otro, al tesoro de la música popular de la república. También se le atribuirá a Jalisco el haber producido a Rosa, quien fue la primera mujer en presentarse en la televisión mexicana.

En 1967, firmó un contrato de exclusividad con la compañía RCA Víctor, donde grabó discos sencillos, de doble duración y de larga duración acompañada del Mariachi Vargas de Tecalitlán. Su primer álbum para este sello ostenta el título Los ojos que cantan (1967) por los bellos y expresivos ojos de la cantante. A este disco le siguieron otros más, como Amor a medias y Con el alma rota. Estos discos llegaron a venderse hasta Australia, y la colocaron en los primeros sitios de popularidad, consagrándose una vez más como excelente vendedora de discos. Además en ese mismo año, ella y Miguel Aceves Mejía (también artista exclusivo de la RCA) protagonizaron Septiembre con Comercial Mexicana, el primer programa musical de importancia del Canal 5 de la televisión mexicana. 

### Trabajos y vida posterior
A finales de los años sesenta, ganó el premio a la mejor actriz de teatro por la obra El hombre de La Mancha. Sin embargo, en cine no había podido despuntar en papeles de relevancia, por lo que decidió crear un espectáculo sin precedentes en México, en el que aparecía parcialmente desnuda cantando lo que mejor se le daba: música mexicana, acompañada del Mariachi Vargas de Tecalitlán y seis bailarinas topless del famoso Lido de París. Pero eso desató un escándalo en el que se vio involucrada la entonces esposa del presidente de México en turno: Luis Echeverria Álvarez, María Esther Zuno, quien mandó clausurar en Plaza Garibaldi el Tenampa, lugar donde se presentaría Rosa al afirmar que: «Si van a hacer el sexo, háganlo, pero sin la vestimenta mexicana».
Después del escándalo suscitado por su espectáculo, Rosa de Castilla se alejó del cine y vivió una serie de altibajos en su vida, mientras seguía con sus presentaciones como cantante. Retornó al cine a mediados de los años noventa. Su última película, La paloma de Marsella (1999), de Carlos García Agraz, le volvió a generar reconocimiento de la crítica, ganando el Premio Bravo a la Mejor Actriz de Cine. En últimas fechas fungió como miembro del comité de honor y justicia de la ANDA.
En 2015, participó en el videoclip «Vámonos» del cantante Zarco Gómez, filmado en la Casa Fortaleza de El Indio Fernández en Coyoacán.

## Muerte
El 1 de agosto de 2022, Castilla falleció en el asilo «Casa del Actor» en Ciudad de México a los 90 años de edad, a causa de un paro respiratorio. Su cuerpo fue cremado y sus cenizas fueron entregadas a sus familiares, quienes comentaron que serían colocadas en un nicho familiar, cuya localización no fue revelada.

## Discografía

### Sencillos
| Año  | Título                                                                                              | Compañía discográfica | Número de catálogo |
| ---- | --------------------------------------------------------------------------------------------------- | --------------------- | ------------------ |
|      | No volveré (ranchera) / El besito (ranchera) (con el Mariachi de Gilberto Parra)                    | Columbia              | 1964-C             |
|      | «Aborréceme si quieres» (ranchera) / «Qué será?» (vals criollo) (con el Mariachi de Gilberto Parra) | Columbia              | 2320-C             |
| 1968 | «Amaneciendo te vas» / «Amor no llores» (con el Mariachi Vargas de Tecalitlán)                      | RCA Víctor            | 76-2750            |
| 1969 | «No me extrañes nunca» / «Soy pasajero» (ranchera) (con el Mariachi Vargas de Tecalitlán)           | RCA Víctor            | 76-2904            |
| 1974 | «A dondequiera» (balada) / «Propuesta» (balada) (con el Mariachi Michoacano de Rafael Arteaga)      | Orfeón                | 45-3165            |

### Álbumes de estudio
| Año  | Título              | Compañía discográfica | Número de catálogo |
| ---- | ------------------- | --------------------- | ------------------ |
| 1952 | Rosa de Castilla    | Musart                | 176                |
| 1967 | Los ojos que cantan | RCA Víctor            | CAM-230            |
| 1969 | Amor a medias       | RCA Víctor            | CAM-414            |
|      | Con el alma rota    | RCA Víctor            | CAM-487            |

## Filmografía

### Cine
| Año  | Título                                                   | Director                   |
| ---- | -------------------------------------------------------- | -------------------------- |
| 1951 | El lobo solitario                                        | Vicente Oroná              |
| 1951 | La justicia del lobo                                     | Vicente Oroná              |
| 1951 | Los tres alegres compadres                               | Julián Soler               |
| 1951 | Vuelve el lobo                                           | Vicente Oroná              |
| 1952 | Rumba caliente                                           | Gilberto Martínez Solares  |
| 1952 | Tal para cual                                            | Rogelio A. González        |
| 1953 | El mariachi desconocido                                  | Gilberto Martínez Solares  |
| 1953 | Zandunga para tres                                       | Roberto Rodríguez          |
| 1954 | Contigo a la distancia                                   | Gilberto Martínez Solares  |
| 1954 | Las nenas del siete                                      | Roberto Rodríguez          |
| 1955 | La virtud desnuda                                        | José Díaz Morales          |
| 1956 | Tierra de hombres                                        | Ismael Rodríguez           |
| 1956 | ¡Aquí están Los Aguilares!                               | Jaime Salvador             |
| 1957 | Desnúdate, Lucrecia                                      | Tulio Demicheli            |
| 1957 | Tan bueno el Giro como el Colorado                       | Jaime Salvador             |
| 1957 | Tres desgraciados con suerte                             | Jaime Salvador             |
| 1958 | Cada quien su música                                     | Mauricio de la Serna       |
| 1958 | Dos corazones y un cielo                                 | Rafael Baledón             |
| 1958 | El Jinete Solitario en el Valle de los Buitres           | Rafael Baledón             |
| 1958 | Yo... el aventurero                                      | Jaime Salvador             |
| 1959 | Aquí están Los Villalobos (El Regreso de Los Villalobos) | Enrique Zambrano           |
| 1959 | Bala de Plata en el Pueblo Maldito                       | Miguel M. Delgado          |
| 1959 | La comezón del amor                                      | Jaime Salvador             |
| 1959 | Dos gallos en Palenque                                   | Rafael Baledón             |
| 1959 | La justicia de Los Villalobos                            | Enrique Zambrano           |
| 1959 | Me importa poco                                          | Miguel Morayta             |
| 1959 | ¡Mis abuelitas... nomas!                                 | Mauricio de la Serna       |
| 1960 | ¡Ay Chabela...!                                          | Juan J. Ortega             |
| 1960 | El Correo del Norte                                      | Zacarías Gómez Urquiza     |
| 1960 | Horizontes de sangre                                     | Juan J. Ortega             |
| 1960 | La Máscara de la Muerte                                  | Zacarías Gómez Urquiza     |
| 1960 | Orlak, el infierno de Frankenstein                       | Rafael Baledón             |
| 1960 | Pueblo de Odios                                          | Juan J. Ortega             |
| 1961 | Ahí vienen Los Argumedo                                  | Manuel Muñoz y Tito Novaro |
| 1961 | Vuelven Los Argumedo                                     | Manuel Muñoz               |
| 1962 | Los Forajidos                                            | Fernando Cortes            |
| 1963 | Héroe a la Fuerza (El Párpado Caido)                     | Miguel M. Delgado          |
| 1963 | Milagros de San Martín de Porres                         | Rafael Baledón             |
| 1964 | Diablos en el Cielo                                      | Rafael Baledón             |
| 1964 | Pistoleros del Oeste                                     | Rene Cardona               |
| 1964 | El Tigre de Guanajuato (Leyenda de Venganza)             | Rafael Baledón             |
| 1965 | Aquella Rosita Alvírez                                   | Rene Cardona               |
| 1967 | Los amores de Juan Charrasqueado                         | Miguel M. Delgado          |
| 1967 | Cuatro hombres marcados                                  | Jaime Salvador             |
| 1969 | El Asesino Enmascarado                                   | Rene Cardona               |
| 1969 | Felipe Reyes el Justiciero en el Pueblo del Terror       | Rene Cardona               |
| 1972 | Campeones del Ring                                       | José A. Venegas            |
| 1972 | Los caprichos de la agonía                               | Juan Ibáñez                |
| 1995 | Reclusorio III                                           | Ismael Rodríguez           |
| 1999 | La Paloma de Marsella                                    | Carlos García Agraz        |

### Televisión
| Año  | Título             | Cadena   |
| ---- | ------------------ | -------- |
| 1997 | Los hijos de nadie | Televisa |

## Premios y nominaciones

### Premios Ariel
| Año  | Categoría        | Película      | Resultado |
| ---- | ---------------- | ------------- | --------- |
| 1954 | Actriz de cuadro | Tal para cual | Nominada  |

### Premios Bravo
| Año  | Categoría | Película              | Resultado |
| ---- | --------- | --------------------- | --------- |
| 1999 | Actriz    | La paloma de Marsella | Ganadora  |